# 내가초등학교
내가초등학교는 대한민국 인천광역시 강화군 내가면 고천리에 있는 공립 초등학교이다.

## 학교 연혁
- 1932년 12월 10일 내가공립보통학교 개교(설립인가 8월 30일)
- 1938년 3월 31일 내가공립심상소학교 개칭
- 1941년 3월 31일 내가공립국민학교 개칭
- 1946년 10월 30일 황청분교장 설립인가
- 1962년 4월 20일 황청분교장 내서국민학교 승격 인가
- 1963년 5월 20일 고부분교장 설립인가
- 1969년 11월 3일 외포분교장 설립인가
- 1981년 3월 9일 병설유치원 개원
- 1989년 3월 1일 고부분교장 통폐합
- 1994년 3월 1일 외포분교장 통폐합
- 1995년 3월 1일 내서국민학교 통폐합
- 1996년 3월 2일 내가초등학교 개칭
- 2001년 2월 28일 급식소 준공
- 2008년 8월 6일 도서관 지혜샘터 개관

## 참고 자료
- 내가초등학교 - 한국교육학술정보원 학교알리미